# 金牛足球會
金牛足球會（西班牙語：Tauro Fútbol Club），常稱「巴拿馬城金牛」以別於其他以「金牛」為名的球會。1984年9月22日成立於巴拿馬巴拿馬城佩德雷加爾區。參加巴拿馬甲。2018年晉級中北美冠1/4決賽。隊名源自西班牙語中的「金牛」。

## 歷史
1984年，義大利商人Giancarlo Gronchi決定在他的公司金牛制革廠創建一個內部足球聯賽，從此萌生了擁有一支足球隊參加當時工業公司聯賽的想法然後參加在該國居住的外國殖民地錦標賽（ADECOPA） ，然後參加巴拿馬地區聯賽，從1984年9月22日成立開始到1988年。
正是在這一年，金牛足球會與其他六支球隊一起成立了國家職業足球協會，並參加了全國錦標賽，成為金牛隊的先驅。這將是巴拿馬足球真正誕生的基礎，當時巴拿馬足球對地區全景影響不大，二十年後卻成為中美洲地區的燈塔之一。
身穿黑白條紋，向格隆奇最喜歡的球隊尤文圖斯致敬，該隊自第一屆以來一直處於冠軍的前列。事實上，世界盃歷史上的第一個進球是前鋒卡洛斯·馬爾多納多在對陣CD廣場阿馬多爾的比賽中攻入的，後來成為金牛足球會在巴拿馬經典賽中的主要對手。
因此，沒多久albinegros就在1989年贏得了他們的第一個冠軍，由烏拉圭傳奇教練米格爾·安赫爾·曼西拉奪得，他多年來一直執掌球隊。第二位明星於 1991年到來，預計在未來幾年將佔據絕對主導地位。然而，在長達五個賽季的時間裡，碎石公牛隊未能舉起獎杯。
最終，在1996-1997賽季，這個魔咒被帕特里西奧·格瓦拉之手打破，他是金牛隊擊敗AFC歐洲踢球者打破進球紀錄的創造者。一年後，球隊在對陣阿拉伯聯體育會的比賽中重複了這一壯舉，路易斯·普盧亞攻入兩球。在1999-2000賽季，他又增添了一位新星，這位新星的表現甚至更好，因為對陣的是主要對手阿馬多爾廣場，巴拿馬有史以來最好的球員之一維克托·雷內·門迪亞塔 攻入兩球。
到了2003年，哥倫比亞人貢薩洛·索托兩度獲得Apertura和Clausura冠軍，每年都獲得總冠軍。2006年春季聯賽，冠軍由標誌性的前球員魯本·格瓦拉率領，他在德國教練托馬斯·肯佩退休後才在決賽中取得領先。 2007年，他在歷史悠久的白種人教練曼西拉的幫助下獲得了第九個冠軍，而曼西拉則回歸並獲得了他的第五個金牛冠軍頭銜。